# Nephodia perezi
Nephodia perezi là một loài bướm đêm trong họ Geometridae.